# Liste von Kunstwerken im öffentlichen Raum in Herten
Die Liste von Kunstwerken im öffentlichen Raum in Herten gibt einen Überblick über Kunst im öffentlichen Raum, unter anderem Skulpturen, Plastiken, Landmarken und andere Kunstwerke in Herten, Kreis Recklinghausen. Es besteht kein Anspruch auf Vollständigkeit.

## Kunstwerke in Herten
| Bezeichnung                     | Standort                                                                            | Koordinate                      | errichtet | Künstler                                                    | Anmerkungen | Bild |
| ------------------------------- | ----------------------------------------------------------------------------------- | ------------------------------- | --------- | ----------------------------------------------------------- | --- | ---- |
| Bodenflügel                     | Rathaus, Otto-Wels-Platz, Kurt-Schumacher-Straße                                    | 51° 35′ 38″ N, 7° 8′ 7,4″ O     | 2005      | Dorothee Bielfeld                                           | Platzgestaltung, 2-teilig, Basalt, Betonwerkstein, Wasserspiel |      |
| Schweineherde                   | Otto-Wels-Platz                                                                     | 51° 35′ 37,4″ N, 7° 8′ 10,5″ O  | 1990      | Peter Lehmann                                               | Bronze, 10 Schweine (1 Eber, 3 Sauen, 6 Ferkel) |      |
| Schweinefamilie                 | Kranzplatte, Ewaldstraße                                                            | 51° 35′ 38,6″ N, 7° 8′ 22,6″ O  | 2010      | Ekkhard Arens                                               | Bronze, 3 Schweine (Eber, Sau, Ferkel) stellen Westfälische Trompetenschweine dar. Als Glückssymbol haben die Tiere ein kleines Herz im Ohr.                                                            |      |
| Großer Summstein                | Hermannstraße 16 (Innenhof des „Glashauses“)                                        | 51° 35′ 38,1″ N, 7° 8′ 19,2″ O  | 1994      | Hugo Kükelhaus                                              | Naturstein, Höhe: 450 cm |      |
| Sonnenuhr mit Obelisk           | Halde Hoheward, Besucherzentrum: Werner-Heisenberg-Straße 14                        | 51° 33′ 59,8″ N, 7° 10′ 11,3″ O | 2005      | Prof. Dr. Wörzberger                                        | Obelisk: Edelstahl, Höhe: 8,65 m; Sonnenuhr: schwarzer Naturstein, Betonstein, Durchmesser: ca. 62 m |      |
| Horizontobservatorium           | Halde Hoheward, Besucherzentrum: Werner-Heisenberg-Straße 14                        | 51° 34′ 7″ N, 7° 10′ 5,9″ O     | 2008      | Prof. Dr. Wörzberger                                        | 2 Stahlröhrenbogen, Durchmesser: ca. 90 m, derzeit gesperrt |      |
| Ewald Empore                    | Halde Hoheward, Marie-Curie-Straße, Doncasterplatz                                  | 51° 34′ 21,7″ N, 7° 9′ 7,2″ O   |           |                                                             | |      |
| Holzplastik                     | Herner Str. 10                                                                      | 51° 34′ 59,2″ N, 7° 8′ 54,2″ O  |           | Leonard Wübbena                                             | Holz |      |
| Stadtteilbrunnen                | Süder Markt/vor dem Bürgerhaus, Herten-Süd (Hans-Senkel-Platz 1)                    | 51° 34′ 59,2″ N, 7° 8′ 45,1″ O  | 1987      | Michael Friederichsen                                       | Bayerwaldgranit, Bronze |      |
| Burgenland                      | Zwischen Schlosspark und Landschaftspark Hoheward                                   | 51° 35′ 18,8″ N, 7° 7′ 45,5″ O  | 2010      | Nils-Udo                                                    | Cortenstahl |      |
| Gänsebogen mit Gänseplastik     | Margarete-Stein-Platz/Eingang zum Alten Friedhof                                    | 51° 35′ 25,9″ N, 7° 8′ 30,4″ O  |           | Wolfgang Lamché                                             | Edelstahl, erinnert an das wichtigste „Mastvieh“ der Bergleute. |      |
| Jüngstes Gericht                | Alter Friedhof Herten-Mitte, bei den Priestergräbern                                | 51° 35′ 23,8″ N, 7° 8′ 16,7″ O  | 1965      | Franz Crone                                                 | Buntes Tonmosaik, Breite: 6,00 m, Höhe: 2,50 m |      |
| Sankt Elisabeth                 | St.-Elisabeth-Hospital, am Eingang, Im Schlosspark 12                               | 51° 35′ 31,9″ N, 7° 7′ 26,6″ O  |           | Hilde Schürk-Frisch                                         | Wandrelief, in vereinfachter Darstellung Logo des Krankenhauses |      |
| Schutzmantelmadonna             | St.-Elisabeth-Hospital, hinter der Krankenhauskapelle, Im Schlosspark 12            | 51° 35′ 30,3″ N, 7° 7′ 28,8″ O  |           | Bonifatius Stirnberg                                        | |      |
| Schutzmantelmadonna             | Marktplatz Innenstadt                                                               | 51° 35′ 33″ N, 7° 8′ 19,2″ O    |           | Hilde Schürk-Frisch                                         | Bronze, Inschrift Rückseite: „Unter deinen Schutz und Schirm fliehen wir“ |      |
| Sankt Sebastianus               | St. Antonius-Kirche, Südseite (Marktplatz Herten-Mitte)                             | 51° 35′ 35,1″ N, 7° 8′ 18,2″ O  |           | Karl-Heinz Klein                                            | |      |
| Mädchen mit Taube               | Antoniusplatz/Ecke Antoniusstraße                                                   | 51° 35′ 34,9″ N, 7° 8′ 14,5″ O  | 1986/1989 | Annette Wittkamp-Fröhling                                   | Bronze, |      |
| Lesender                        | Place d’Arras                                                                       | 51° 35′ 31,8″ N, 7° 8′ 26,3″ O  | 1983      | Heinrich Brockmeier                                         | Bronze, 1984 aufgestellt anlässlich Partnerschaft mit der Stadt Arras (Frankreich) |      |
| Kommunikation                   | Ewaldstraße/Einmündung Vitusstraße                                                  | 51° 35′ 34,9″ N, 7° 8′ 22,5″ O  |           | Heinrich Brockmeier                                         | Bronze |      |
| Brunnensäule                    | Ewaldstraße/Kranzplatte                                                             | 51° 35′ 37,5″ N, 7° 8′ 21,9″ O  |           | Waldemar Wien                                               | Bronze, Natursteinbecken (Heute: 40 cm hoher Wall aus Basalt-Mosaikpflaster) |      |
| Sankt Antonius (Swinetiöns)     | Kranzplatte                                                                         | 51° 35′ 38,5″ N, 7° 8′ 22,6″ O  |           | Wilhelm Bolte                                               | Sandstein. Um den Schutzpatron gegen Seuchen bei Mensch und Tier nicht mit seinem Namensvetter aus Padua zu verwechseln, wird der Abt Antonius 'Swinetiöns' genannt. Sein Gedenktag ist der 17. Januar. |      |
| Miteinander                     | Hermannstraße/Ecke Jakobstraße                                                      | 51° 35′ 38,5″ N, 7° 8′ 15,8″ O  | 1999      | Heinrich Brockmeier                                         | Edelstahl, Bronze, 2 quadratische Säulen, Höhe: 250 cm |      |
| Otto-Wels-Gedenktafel           | Otto-Wels-Platz                                                                     | 51° 35′ 37,2″ N, 7° 8′ 10,1″ O  |           | Heinrich Brockmeier                                         | Gedenktafel für den SPD-Politiker Otto Wels (1873–1939). |      |
| Musikanten                      | zwischen Rathausanbau (Kurt-Schumacher-Straße 2) und Volkshochschule (Resser Weg 1) | 51° 35′ 38,7″ N, 7° 8′ 4,3″ O   |           | Joseph Krautwald                                            | Bronze, Höhe: ca. 80 cm, 4 Figuren: ein Akkordeon spielender Clown, Zwei Flötenspieler, ein Gitarrist.                                                                                                  |      |
| Großes Vollblutfohlen           | Rathaus (Kurt-Schumacher-Straße 2), Foyer im 1. OG                                  | 51° 35′ 37,2″ N, 7° 8′ 4,1″ O   | 1940/1957 | Renée Sintenis                                              | Bronze, Höhe: 115 cm, |      |
| Der auferstehende Christus      | Fußweg Nonnenkampsteg                                                               | 51° 36′ 1,6″ N, 7° 8′ 55,1″ O   | 1958      | Joseph Krautwald                                            | Sandstein |      |
| Der Blitz, der den Händler traf | Kaiserstraße 239–241, Gartenhäuserausstellung Toom-Baumarkt                         | 51° 36′ 10,2″ N, 7° 9′ 31,9″ O  | 1997      | Leonard Wübbena                                             | Autoteile, wurde 1997 auf dem ehemaligen Gelände des Autohauses des Auftraggebers Josef Gövert aufgestellt.                                                                                             |      |
| Ich lebe                        | St.-Barbara-Kirche, Barbara-Kirchplatz 10                                           | 51° 36′ 5,8″ N, 7° 7′ 47,6″ O   | 1996      | Joseph Krautwald                                            | Eifeler Basaltlava |      |
| Sankt Barbara                   | St.-Barbara-Kirche, Barbara-Kirchplatz 10                                           | 51° 36′ 4,5″ N, 7° 7′ 44,2″ O   | 1986      | Joseph Krautwald                                            | Schutzpatronin der Bergleute |      |
| Scherlebecker Winkel            | Platz zwischen Gertrudenstraße 2 / Scherlebecker Straße 266–270                     | 51° 37′ 7,5″ N, 7° 8′ 32,2″ O   | 1997      | Wolfgang Lamché                                             | Polierter Edelstahl, Höhe: ca. 3,50 m |      |
| Tauben                          | Richterstraße 5, vor der Volksbank                                                  | 51° 37′ 10,1″ N, 7° 8′ 28″ O    | 1988      | Heinrich Brockmeier                                         | Bronze, Basaltsäulen |      |
| Sankt Ludgerus                  | St.-Ludgerus-Kirche, An der Kirche 17                                               | 51° 37′ 18,2″ N, 7° 8′ 23″ O    | 1984      | Hermann Kirchhoff                                           | Bronze, Skulptur wird demnächst umgesetzt |      |
| Clemens Kardinal von Gahlen     | Geschwister-Scholl-Straße/ Graf-von-Gahlen-Straße                                   | 51° 37′ 0,2″ N, 7° 7′ 56,7″ O   | 1962      | Joseph Krautwald                                            | Sandstein |      |
| Clemens Kardinal von Gahlen     | Kardinal-von-Gahlen-Haus, Hahnenbergstraße 108                                      | 51° 36′ 39,8″ N, 7° 7′ 47,8″ O  | 1982      | Orlando Gaido                                               | Anröchter Dolomit. |      |
| Kreuzigungsgruppe               | Kommunalfriedhof Polsumer/Backumer Straße                                           | 51° 37′ 7,4″ N, 7° 7′ 41,6″ O   |           | Siegfried Meinardus                                         | Weißer Oberbayrischer Sandstein, teilrenoviert von Restaurator Thomas Lehmkuhl. |      |
| Windspiel                       | Kreisverkehr Langenbochum, Schlägel-und-Eisen-Straße/Mühlenstraße                   | 51° 36′ 32″ N, 7° 6′ 41,8″ O    |           | Franz Brinkmann                                             | Aluminium |      |
| Betonkugeln                     | Richterstraße 11                                                                    | 51° 37′ 10,8″ N, 7° 8′ 25,6″ O  |           | Franz Brinkmann                                             | Beton |      |
| Taubenbrunnen                   | Bezirksverwaltungsstelle (Altes Rathaus Westerholt)                                 | 51° 36′ 2,6″ N, 7° 5′ 29,3″ O   | 1983      | Reiner Friedrich                                            | Kupferbronze, Stein |      |
| Sankt Martin                    | Schlossstraße, Herten-Westerholt                                                    | 51° 36′ 1,6″ N, 7° 5′ 31,5″ O   | 1990      | Joseph Krautwald                                            | Basaltlava |      |
| Marienbrunnen                   | Marktplatz Westerholt/Turmstraße/Ostwall                                            | 51° 35′ 58,7″ N, 7° 5′ 28,3″ O  |           | Joseph Krautwald                                            | Die Brunnensäule enthält Motive aus der Westerholter Geschichte. Unter anderen sind Spinnerin und Löwe, Hexenänneken und Dorfbrand, Herold und Kiepenkerl, gekrönt von einer Marienfigur.               |      |
| Graf-Egon-Statue                | am Westerholter Schloss                                                             | 51° 35′ 51,8″ N, 7° 5′ 27,5″ O  |           | Heinrich Hennigfeld                                         | Bronze, Statue des Reichsgraf Egon von und zu Westerholt und Gysenberg (1910–2002) |      |
| Christus-Stele                  | Westerholter Friedhof, Haupteingang                                                 | 51° 36′ 22″ N, 7° 5′ 40,2″ O    |           | Joseph Krautwald                                            | Sandstein, Jesus dargestellt als Gekreuzigter, Auferstandener und Weltenrichter. |      |
| Boonpötterin                    | Goethestraße/Einmündung Johanniterstraße                                            | 51° 36′ 24,4″ N, 7° 5′ 9,6″ O   |           | Joseph Krautwald                                            | Bronze. Boonpötter ist das plattdeutsche Wort für Bohnenpflanzer. Zugleich eine spöttische Bezeichnung ortsansässige Bevölkerung, da diese Gegend früher für den Anbau dicker Bohnen bekannt war.       |      |
| Weltkugel                       | Christuskirche Westerholt, Bahnhofstraße 150                                        | 51° 36′ 33,6″ N, 7° 4′ 58,7″ O  | 1980/1981 | Pfarrer Burkhard Zeunert, Reiner Friedrich                  | Weltkugel aus Metall, Kriegsspielzeug (darunter vergraben) |      |
| Das gehende Kreuz               | Christuskirche Westerholt, Bahnhofstraße 150                                        | 51° 36′ 34,7″ N, 7° 4′ 57,4″ O  | 1980/1981 | Pfarrer Burkhard Zeunert, Reiner Friedrich                  | Metall, Farbe, Bleikristall |      |
| Kumpel                          | Wallstraße/Einmündung Egerstraße                                                    | 51° 36′ 43,4″ N, 7° 4′ 27,5″ O  |           | Uschi Klaas                                                 | Bronze |      |
| Mahnmal SAGT NEIN               | Zeche Scherlebeck, Scherlebecker Straße 260                                         | 51° 37′ 0,1″ N, 7° 8′ 37,3″ O   | 2002      | SchülerInnen der Martin-Luther-Schule mit Hans-Achim Wagner | Stahl |      |
| BilGur                          | Zeche Scherlebeck, Scherlebecker Straße 260                                         | 51° 36′ 59″ N, 7° 8′ 36″ O      | 2007      | Initiative Kunst in der Maschinenhalle                      | Stahl |      |
| Aufbruch                        | Paschenberg, Paschenbergstraße                                                      | 51° 35′ 54,5″ N, 7° 7′ 40″ O    | 2000      | Leonard Wübbena                                             | Bergbaustützen und Stahlträger der ehemaligen Zeche Schlägel & Eisen |      |
| Hertener Fenster                | Paschenberg, Achtenbecksweg                                                         | 51° 35′ 59,5″ N, 7° 7′ 46,8″ O  |           |                                                             | Stahlrahmen mit Blick auf Herten vom Paschenberg |      |
| Bergmann                        | Hahnenbergstr 79                                                                    | 51° 36′ 40,2″ N, 7° 7′ 35,1″ O  |           |                                                             | Bergmannssilhouette auf geschnittener Cortenstahlplatte |      |
| Holzskulptur                    | Spielplatz Feldstraße                                                               | 51° 36′ 15″ N, 7° 7′ 38,8″ O    |           |                                                             | |      |
| Brunnen                         | Langenbochumer Str                                                                  | 51° 36′ 46,7″ N, 7° 7′ 4,4″ O   |           |                                                             | |      |
| Gefallenenmahnmal               | Bürgerhaus Herten Süd                                                               | 51° 34′ 57,3″ N, 7° 8′ 45,8″ O  |           |                                                             | Gedenkstein mit Bronzeplatte |      |